# Yoloaiquín
Yoloaiquín es un distrito del municipio de Morazán Sur, departamento de Morazán, El Salvador. Según el censo oficial de 2024, tiene una población de 3.142 habitantes.

## Historia
La localidad de Yoloaiquín es de origen lenca. En el año de 1770 perteneció al curato de Osicala y en 1786 al Partido de Gotera. Hacia el año de 1807 había 98 pobladores, y entró a formar parte de Morazán en 1875. En 1897 fueron segregados varios cantones de su territorio para fundar el municipio de Delicias de Concepción. La evolución del nombre de este sitio ha sido Oloayquín (1549), Oloaquina, Oloaquín (1574), Oloayquín (1692), Yolayquín (1740, 1743) y Yoloaiquín (1770, 1807).

## Información general
El distrito cubre un área de 13 km² y la cabecera tiene un altitud de 400 m s. n. m. Las fiestas patronales se celebran en el mes de abril en honor a San Marcos Evangelista.

## Toponimia
El topónimo Lenca salvadoreño Yoloaiquín significa «Pueblo de los Zapotes» o «Pueblo Alegre», proviene de las voces Iolo o de Yolo, Yolocamba=alegre y Ayquin=pueblo, aldea.